# Нојзиц
Нојзиц (њем. Neusitz) општина је у њемачкој савезној држави Баварска. Једно је од 58 општинских средишта округа Ансбах. Према процјени из 2010. у општини је живјело 2.054 становника. Посједује регионалну шифру (AGS) 9571181.

## Географски и демографски подаци
Нојзиц се налази у савезној држави Баварска у округу Ансбах. Општина се налази на надморској висини од 400 метара. Површина општине износи 13,8 km². У самом мјесту је, према процјени из 2010. године, живјело 2.054 становника. Просјечна густина становништва износи 149 становника/km².